# Kalendarium pontyfikatu Jana Pawła II

## Rok1978
- 16 października – wybór Karola Wojtyły na papieża
- 22 października – uroczysta inauguracja pontyfikatu na Placu Świętego Piotra w Watykanie

## Rok1979
- 25 stycznia–1 lutego – I podróż apostolska (Dominikana, Meksyk, Bahamy)
- 4 marca – encyklika Redemptor hominis
- 2-10 czerwca – II podróż apostolska (Podróż Apostolska Jana Pawła II do Polski (I))
- 29 września – 7 października – III podróż apostolska – (Irlandia, Stany Zjednoczone)
  - 2 października – przemówienie w ONZ
- 16 października – adhortacja apostolska Catechesi Tradendae
- 28-30 listopada – IV podróż apostolska (Turcja)

## Rok1980
- 2-12 maja – V podróż apostolska (Afryka)
- 30 maja–2 czerwca – VI podróż apostolska (Francja)
  - 2 czerwca przemówienie w UNESCO
- 30 czerwca–12 lipca – VII podróż apostolska (Brazylia)
- 26 września–25 października – V zgromadzenie generalne Synodu Biskupów poświęcone problematyce rodziny
- 15-19 listopada – VIII podróż apostolska (Republika Federalna Niemiec)
- 30 listopada – encyklika Dives in Misericordia
- 30 grudnia – list apostolski Egregiae virtutis

## Rok1981
- 16-27 lutego – IX podróż apostolska (Daleki Wschód)
- 9 maja – Motu proprio Familia a Deo institutia
- 13 maja – zamach na placu św. Piotra
- 14 września – encyklika Laborem exercens
- 22 listopada – adhortacja apostolska Familiaris consortio

## Rok1982
- 12-19 lutego – X podróż apostolska (Afryka)
- 12-15 maja – XI podróż apostolska (Portugalia, nawiedzenie Fatimy i dziękczynienie Matce Boskiej za cudowne ocalenie życia)
- 20 maja – utworzenie papieskiej Rady ds. Kultury
- 28 maja–2 czerwca – XII podróż apostolska (Wielka Brytania)
- 10-13 czerwca – XIII podróż apostolska (Brazylia, Argentyna)
- 15 czerwca – XIV podróż apostolska (Szwajcaria)
- 29 sierpnia – XV podróż apostolska (San Marino)
- 10 października – kanonizacja Maksymiliana Marii Kolbego
- 31 października – 9 listopada – XVI podróż apostolska (Hiszpania)

## Rok1983
- 25 stycznia – konstytucja Sacrae Disciplinae Leges
- 2 lutego – konsystorz i nominacja kardynalska abpa Józefa Glempa
- 2-10 marca – XVII podróż apostolska (Ameryka Łacińska)
- 25 marca – otwarcie Świętych Drzwi i inauguracja Jubileuszu Odkupienia
- 16-23 czerwca – XVIII podróż apostolska (Podróż Apostolska Jana Pawła II do Polski (II))
- 14-15 sierpnia – XIX podróż apostolska (Francja)
- 10-12 września – XX podróż apostolska (Austria)
- 29 września – 31 października – VI sesja nadzwyczajna Synodu Biskupów
- 11 grudnia – kazanie w kościele ewangelickim w Rzymie

## Rok1984
- 11 lutego – list apostolski Salvifici doloris
- 25 marca – adhortacja apostolska Redemptionis donum
- 20 kwietnia – list apostolski Redemptionis Anno
- 2-12 maja – XXI podróż apostolska (Daleki Wschód)
- 12-17 czerwca – XXII podróż apostolska (Szwajcaria)
- 9-21 września – XXIII podróż apostolska (Kanada)
- 10-13 października – XXIV podróż apostolska (Ameryka Łacińska)
- 2 grudnia – adhortacja apostolska Reconciliato et Poenitentia

## Rok1985
- 26 stycznia – 6 lutego – XXV podróż apostolska (Ameryka Łacińska)
- 31 marca – list apostolski do młodzieży całego świata
- 11-21 maja – XXVI podróż apostolska (Holandia, Luksemburg, Belgia)
- 25 maja – konsystorz i nominacje kardynalska abpa Henryka Gulbinowicza i abpa Andrzeja Deskura
- 2 czerwca – encyklika Slavorum apostoli
- 8-20 sierpnia – XXVII podróż apostolska (Afryka)
- 8 września – XXVIII podróż apostolska (Liechtenstein)
- 24 listopada – 8 grudnia – sesja nadzwyczajna Synodu Biskupów

## Rok1986
- 31 stycznia–11 lutego – XXIX podróż apostolska (Indie)
- 13 kwietnia – wizyta w rzymskiej synagodze
- 18 maja – encyklika Dominum et vivificant
- 1-8 lipca – XXX podróż apostolska (Kolumbia)
- 4-7 października – XXXI podróż apostolska (Francja)
- 27 października – Światowy Dzień Modlitw o Pokój w Asyżu z udziałem 47 delegacji kościołów chrześcijańskich i 13 religii niechrześcijańskich
- 18 listopada–1 grudnia – XXXII podróż apostolska (Bangladesz, Singapur, Fidżi, Nowa Zelandia, Australia, Seszele)

## Rok1987
- 25 marca – encyklika Redemptoris Mater
- 31 marca–13 kwietnia – XXXIII podróż apostolska (Urugwaj, Chile, Argentyna)
- 30 kwietnia – 4 maja – XXXIV podróż apostolska (Republika Federalna Niemiec)
- 8-14 czerwca – XXXV podróż apostolska (Podróż Apostolska Jana Pawła II do Polski (III))
- 1-30 października – VII sesja nadzwyczajna Synodu Biskupów
- 3-7 grudnia – wizyta w Watykanie patriarchy Konstantynopola Dimitriosa I
- 30 grudnia – encyklika Sollicitudo rei socialis

## Rok1988
- 25 stycznia – list apostolski Euntes in mundum
- 7-18 maja – XXXVII podróż apostolska (Urugwaj, Boliwia, Peru, Paragwaj)
- 23-27 czerwca – XXXVIII podróż apostolska (Austria)
- 28 czerwca – konsystorz (papież mianował 24 nowych kardynałów)
- 2 lipca – Motu Proprio Ecclesia Dei
- 15 sierpnia – zakończenie Roku Maryjnego
- 10-19 września – XXXIX podróż apostolska(Zimbabwe, Botswana, Lesotho, Suazi, Mozambik)
- 30 września – list apostolski Mulieris dignitatem – o godności kobiety
- 8-11 października – XL podróż apostolska (Francja)
- 30 grudnia – adhortacja apostolska Christifideles laici – o misji i powołaniu świeckich

## Rok1989
- 1 stycznia – Orędzie na XXII Światowy Dzień Pokoju – „Poszanowanie mniejszości warunkiem pokoju”.
- 17 stycznia Audiencja dla premiera Iranu Amira Hoseina Musavi.
- 22 lutego – List do biskupów amerykańskich na temat życia zakonnego.
- 19 marca – Światowy Dzień Młodzieży – „Jezus Chrystus naszą Drogą, Prawdą i Życiem”.
- 26 marca – Orędzie Wielkanocne – „Bóg przechodzi i wyzwala w dniu Paschy Zmartwychwstania” i błogosławieństwo „Urbi et Orbi”.
- 11 kwietnia – IV List do przewodniczącego Konferencji Episkopatu Polski kardynała Józefa Glempa w sprawie nawiązania stosunków dyplomatycznych pomiędzy Stolicą Apostolską i Polską.
- 20 kwietnia – IV Audiencja dla delegacji NSZZ „Solidarność”
- 28 kwietnia – 6 maja – XLI Podróż apostolska Afryka – Madagaskar, Zambia, Reunion, Malawi
- 7 maja – Orędzie z okazji XXIII Światowego Dnia Środków Społecznego Przekazu obchodzonego pod hasłem: „Religia w środkach społecznego przekazu”.
- 15 maja – Apel do Sekretarza Generalnego ONZ oraz szefów państw w sprawie Libanu.
- 1-10 czerwca – XLII Podróż apostolska do krajów skandynawskich – Norwegia, Islandia, Finlandia, Dania, Szwecja.
- 17 lipca – Nawiązanie stosunków dyplomatycznych pomiędzy PRL a Watykanem.
- 15 sierpnia – Adhortacja apostolska Redemptoris Custos
- 19-20 sierpnia – XLIII podróż apostolska – Hiszpania (Santiago de Compostela)
- 27 sierpnia – List apostolski z okazji pięćdziesiątej rocznicy wybuchu II wojny światowej
- 7-16 października – XLIV Podróż apostolska – Daleki Wschód (Korea, Indonezja, Mauritius).
- 12 listopada – kanonizacja Adama Chmielowskiego

## Rok1990
- 1 stycznia – Orędzie na XXIII Światowy Dzień Pokoju – „Pokój ze Stworzycielem, pokój ze wszystkim co stworzone”.
- 25 stycznia–1 lutego – XLV Podróż apostolska – Afryka
- 28 stycznia – Orędzie na Światowy Dzień Chorych na Trąd
- 20 lutego – Orędzie na wielki post
- 15 marca – Nawiązanie stosunków dyplomatycznych pomiędzy ZSRR a Watykanem
- 6 kwietnia – Audiencja dla Jasira Arafata
- 8 kwietnia – Światowy Dzień Młodzieży, obchodzony pod hasłem „Ja jestem krzewem winnym, wy latoroślami”.
- 15 kwietnia – Orędzie wielkanocne i błogosławieństwo „Urbi et Orbi”.
- 19 kwietnia – Nawiązanie stosunków dyplomatycznych pomiędzy Czechosłowacją i Watykanem
- 21-22 kwietnia – XLVI Podróż apostolska – Czechosłowacja
- 6-14 maja – XLVII Podróż apostolska – Ameryka Południowa
- 25-27 maja – XLVIII podróż apostolska – Malta
- 1-10 września – XLIX Podróż apostolska – Afryka – (Tanzania, Burundi, Rwanda, Wybrzeże Kości Słoniowej)
- 30 września–28 października – VIII Zwyczajne Zgromadzenie Generalne Synodu Biskupów
- 18 listopada – Audiencja dla prezydenta ZSRR – Michaiła Gorbaczowa
- 7 grudnia – Encyklika Redemptoris missio
- 14 grudnia – List apostolski z okazji 400-lecia śmierci św. Jana od Krzyża

## Rok1991
- 15 stycznia – Listy do prezydentów USA i Iraku wzywające do zażegnania niebezpieczeństwa wybuchu konfliktu zbrojnego.
- 22 stycznia – Encyklika Redemptoris missio
- 2 lutego – Audiencja dla patriarchów Bliskiego Wschodu
- 3-10 lutego – VII eksterytorialny Synod Biskupów Katolickiego Kościoła Ukraińskiego w Watykanie.
- 10 marca – List do kapłanów na Wielki Czwartek.
- 21 marca – List do Sekretarza Generalnego ONZ Javiera Péreza de Cuéllara w sprawie wojny w Zatoce Perskiej.
- 4-7 kwietnia – Nadzwyczajny konsystorz kardynałów poświęcony zagrożeniom życia ludzkiego i problematyce sekt.
- 1 maja – Encyklika Centesimus annus
- 10-13 maja – Podróż apostolska – Portugalia
- 19 maja – List do biskupów w sprawie zagrożeń życia ludzkiego.
- 31 maja – List do biskupów na temat stosunków między katolikami a prawosławnymi w nowej sytuacji Europy Środkowej i Wschodniej.
- 1-9 czerwca – podróż apostolska do Ojczyzny
- 13-16 sierpnia – podróż apostolska do Polski.
- 16-20 sierpnia – Podróż apostolska – Węgry
- 8 września – Ogłoszenie dnia modlitwy o pokój w Jugosławii.
- 9 października – List do biskupów Europy o specjalnym zgromadzeniu Synodu Biskupów, poświęconym Europie w nowej sytuacji historycznej.
- 10 października – List do biskupów Chorwacji.
- 12-21 października – Podróż apostolska – Brazylia
- 8 listopada – Audiencja dla prezydenta USA George’a Busha.
- 28 listopada–14 grudnia – Specjalne Zgromadzenie Synodu Biskupów poświęcone Europie.

## Rok1992
- 16 stycznia – Dokument Kongregacji do spraw Wychowania Katolickiego „Rozwój duszpasterstwa powołaniowego w Kościołach lokalnych”.
- 19-26 lutego – Podróż apostolska – Afryka
- 25 marca – Zmiana struktur diecezji w Polsce.
- 25 marca – Adhortacja apostolska Pastores dabo vobis
- 12 kwietnia – VII Światowy Dzień Młodzieży
- 4-10 czerwca – Podróż apostolska – Ameryka Południowa
- 9 czerwca – Dokument Kongregacji Nauki Wiary „Instrukcja o niektórych aspektach stosowania środków społecznego przekazu w szerzeniu nauki wiary”.
- 12-28 lipca – Pobyt w poliklinice Gemelli.
- 9-14 października – Podróż apostolska – Dominikana
- 11 października – Konstytucja apostolska Fidei Depositum
- 1 grudnia – Spotkanie przewodniczących Konferencji Episkopatów Europy.
- 7 grudnia – Oficjalna prezentacja Katechizmu Kościoła Katolickiego

## Rok1993
- 9-10 stycznia – Dzień Modlitwy o Pokój – Asyż
- 12 stycznia i 15 stycznia – Audiencja dla biskupów polskich przybyłych z wizytą ad limina.
- 15 stycznia – List apostolski Europae Orientalis
- 3-11 lutego – Podróż apostolska – Afryka
- 19 marca – List z okazji 600-lecia śmierci św. Jana Nepomucena
- 4 kwietnia – VIII Światowy Dzień Młodzieży obchodzony w Rzymie i Kościołach lokalnych pod hasłem „Ja przyszedłem po to, aby owce miały życie i miały je w obfitości”.
- 8 kwietnia – List do kapłanów na Wielki Czwartek oraz dokument Papieskiej Rady ds. Popierania Jedności Chrześcijan „Dyrektorium w sprawie realizacji zasad i norm dotyczących ekumenizmu”.
- 25 kwietnia – Wizyta w Albanii (Tirana, Szkodra).
- 8-10 maja – Wizyta na Sycylii.
- 29 maja – List z okazji XLVI Międzynarodowego Kongresu Eucharystycznego we Wrocławiu.
- 12-17 czerwca – Podróż apostolska – Hiszpania
- 28 lipca – Konkordat między Stolicą Apostolską a Rzecząpospolitą Polską podpisany przez nuncjusza apostolskiego w Polsce arcybiskupa Józefa Kowalczyka i ministra spraw zagranicznych Krzysztofa Skubiszewskiego.
- 6 sierpnia – Encyklika Veritatis splendor
- 9-16 sierpnia – Podróż apostolska – Ameryka (Jamajka, Meksyk, USA)
- 4-10 września – Podróż apostolska – Litwa, Łotwa i Estonia
- 26 grudnia – Orędzie na XXXI Światowy Dzień Modlitw o Powołania

## Rok1994
- 23 stycznia – Światowy Dzień Modlitwy o Pokój na Bałkanach
- 1 lutego – Orędzie na wielki post
- 2 lutego – List do rodzin z okazji Roku Rodziny
- 2 lutego – Dokument Kongregacji ds. Instytutów Życia Konsekrowanego Congregavit nos in unum Christi amor o problematyce życia braterskiego we wspólnocie zakonnej
- 11 lutego – Obchody II Światowego Dnia Chorego
- 13 marca – List do kapłanów na Wielki Czwartek
- 19 marca – List do przywódców państw – „Rodzina należy do dziedzictwa ludzkości”.
- 27 marca – IX Światowy Dzień Młodzieży obchodzony w Rzymie i Kościołach lokalnych pod hasłem „Jak Ojciec Mnie posłał, tak i Ja was posyłam”
- 3 kwietnia – Orędzie wielkanocne – „Ludzkość potrzebuje Chrystusa”
- 9 kwietnia – Telegram do biskupów i wiernych Kościoła w Rwandzie w związku z wojną domową w tym kraju
- 11 kwietnia – 8 maja – Specjalne Zgromadzenie Synodu Biskupów poświęcone sytuacji kościoła w Afryce
- 14 kwietnia – List do przywódców wszystkich państw świata oraz do Sekretarza Generalnego ONZ w związku z Międzynarodową Konferencją w Kairze na temat zaludnienia i rozwoju „Rodzina należy do dziedzictwa ludzkości”
- 29 kwietnia–27 maja – Pobyt w poliklinice Gemelli
- 18 maja – Orędzie z okazji 50 rocznicy bitwy o Monte Cassino – „Polska broniła chrześcijańskiej przyszłości Europy”
- 22 maja – List apostolski Ordinatio sacerdotalis – o udzielaniu święceń kapłańskich wyłącznie mężczyznom.
- 28 maja – Orędzie na Światowy Dzień Misyjny – „Rodzina uczestniczy w życiu i misji Kościoła”
- 9 czerwca – List w obronie ludności Rwandy
- 1 sierpnia – Przesłanie papieża w 50. rocznicę powstania warszawskiego
- 7 września – Przesłanie do uczestników Dnia Modlitw o Pokój w Asyżu
- 10-11 września – Podróż apostolska – Chorwacja
- 2-29 października – IX Zwyczajne Zgromadzenie Ogólne Synodu Biskupów w Rzymie
- 18 października – Orędzie na XXXII Światowy Dzień Modlitw o Powołania
- 4-6 listopada – Wizyta na Sycylii
- 10 listopada – List apostolski Tertio millenio adveniente w związku z przygotowaniem Jubileuszu Roku 2000
- 21 listopada – Orędzie na III Światowy Dzień Chorego
- 13 grudnia List do dzieci w Roku Rodzin

## Rok1995
- 11-21 stycznia – Podróż apostolska na Filipiny, do Papui-Nowej Gwinei,
- Australii i Sri Lanki

– encyklika „Evangelium vitae”
encyklika „Ut unum sint”
- 20-22 maja – Podróż apostolska do Czech
- 22 maja – krótka wizyta papieża w Skoczowie, Bielsku-Białej i w Żywcu
- 30 czerwca – 3 lipca – Podróż apostolska na Słowację
- 9-10 września – spotkanie z młodzieżą w Loreto
- 14-20 września – Podróż apostolska do Afryki (RPA, Kamerun, Kenia)
- 4-8 października – Podróż apostolska do USA
- 5 października – przemówienie na forum ONZ

## Rok1996
- 5-12 lutego – podróż apostolska do Gwatemali, Nikaragui, Salwadoru i Wenezueli
- 14 kwietnia – podróż apostolska do Tunezji
- 7-19 maja – podróż apostolska do Słowenii
- 21-23 czerwca – podróż apostolska do Niemiec
- 6-7 września – podróż apostolska na Węgrzech
- 19-23 września – podróż apostolska do Francji
- 6-15 października – pobyt w klinice Gemelli w Rzymie
- 15 listopada – ukazała się książka pt. „Dar i tajemnica”
- 19 listopada – spotkanie z Fidelem Castro w Watykanie

## Rok1997
- 23-25 stycznia – wizyta w Watykanie ormiańskiego katolikosa Cylicji Arama Keszisziana
- 7 kwietnia – wizyta prezydenta Aleksandra Kwaśniewskiego w Watykanie
- 12-13 kwietnia – podróż apostolska do Bośni i Hercegowiny
- 25-27 kwietnia – podróż apostolska do Czech
- 31 maja–10 czerwca – podróż apostolska do Polski (Wrocław, Legnica, Gorzów Wielkopolski, Gniezno, Poznań, Kalisz, Częstochowa, Zakopane, Ludźmierz, Kraków, Dukla, Krosno)
- 2-6 października – podróż apostolska do Brazylii

## Rok1998
- 21-26 stycznia – podróż na Kubę
- 21-23 marca – podróż apostolska do Nigerii
- 12 czerwca – wizyta Jasera Arafata w Watykanie
- 19-21 czerwca – podróż apostolska do Austrii
- 2-4 października – podróż apostolska do Chorwacji
- 11 października – kanonizacja siostry Teresy Benedykty od Krzyża

## Rok1999
- 22-27 stycznia – podróż apostolska do Ameryki Północnej (Meksyk i USA)
- 2 maja – beatyfikacja Pio z Pietrelciny
- 7-9 maja – podróż apostolska do Rumunii
- 5-17 czerwca – podróż apostolska do Polski (Gdańsk, Pelplin, Elbląg, Licheń, Warszawa, Wadowice, Bydgoszcz, Toruń)
- 5-9 listopada – podróż apostolska do Indii i Gruzji
- 24-25 grudnia – o północy w Wigilię Bożego Narodzenia Jan Paweł II otwiera Święte Drzwi w bazylice św. Piotra na znak początku Wielkiego Jubileuszu Roku 2000

## Rok2000
- 18 stycznia – nabożeństwo ekumeniczne w bazylice św. Pawła za Murami z okazji Wielkiego Jubileuszu Roku 2000
- 24-26 lutego – pielgrzymka na górę Synaj
- 12 marca – Dzień Przebaczenia. Wyznanie win popełnionych przez ludzi Kościoła, Jan Paweł II przeprasza m.in. Żydów za prześladowania
- 20-26 marca – podróż apostolska do Ziemi Świętej
- 12-13 maja – beatyfikacja Franciszka i Hiacynty Marto
- 18 czerwca – otwarcie Międzynarodowego Kongresu Eucharystycznego

## Rok2001
- 6 stycznia – Jan Paweł II zamyka uroczystości Wielkiego Jubileuszu Roku 2000
- 4-9 maja – podróż apostolska do Grecji, Syrii i na Maltę
- 23-27 czerwca – podróż apostolska na Ukrainę
- 12 września – Jan Paweł II potępia ataki terrorystyczne w USA z 11 września
- 22-27 września – podróż apostolska do Kazachstanu i Armenii

## Rok2002
- 22-26 maja – podróż apostolska do Azerbejdżanu i Bułgarii
- 24 lipca–2 sierpnia – podróż apostolska do Kanady, Gwatemali, Meksyku
- 16 czerwca – kanonizacja bł. Pio z Pietrelciny
- 16-19 sierpnia – podróż apostolska do Polski (Kalwaria Zebrzydowska, Kraków)
- 6 października – kanonizacja Jose Marii Eskrivy de Balaguera, założyciela Opus Dei
- 16 października – list apostolski „Rosarium Virginis Mariae”
- 31 października – Jan Paweł II otrzymuje tytuł honorowego obywatela Rzymu

## Rok2003
- 13 lutego – spotkanie z głównym rabinem Rzymu Riccardem Di Segnia
- 22 marca – Jan Paweł II potępił wojnę w Iraku
- 17 kwietnia – encyklika Ecclesia de Eucharistia
- 3-4 maja – podróż apostolska do Hiszpanii
- 6-9 czerwca – podróż apostolska do Chorwacji
- 22 czerwca – podróż apostolska do Bośni i Hercegowiny
- 28-29 czerwca – spotkanie z delegacją Patriarchy Ekumenicznego Konstantynopola Bartłomieja I w Rzymie
- 11-14 września – podróż apostolska na Słowację

## Rok2004
- 16 stycznia – rozmowa papieża z Rabinami Izraela, w trakcie której Jan Paweł II mówi, że antysemityzm jest grzechem ciężkim
- 11 marca – Jan Paweł II potępia zamach terrorystyczny w Madrycie
- 5-6 czerwca – podróż apostolska do Szwajcarii
- 15-16 sierpnia – Jan Paweł II odwiedza sanktuarium maryjne w Lourdes

## Rok2005
- 9 lutego – Jan Paweł II nie wziął udziału w uroczystościach Środy Popielcowej
- 23 lutego – publikacja książki pt. „Pamięć i Tożsamość”
- 6 marca – papież pobłogosławił wiernych z okna swojego apartamentu w Watykanie przed drugim powrotem do kliniki Gemelli
- 16 marca – papież pojawił się w oknie w Watykanie
- 27 marca – Jan Paweł II udzielił w Wielką Niedzielę milczącego błogosławieństwa „Urbi et Orbi”
- 30 marca – papież odżywiany był przez sondę bezpośrednio do żołądka
- 31 marca – Jan Paweł II przeszedł w nocy ciężki zawał, po reanimacji odmówił przewiezienia do kliniki Gemelli
- 2 kwietnia – Jan Paweł II o godzinie 21.37 zmarł w Watykanie